# گنکو بوروی
گنکو بوروی (به ژاپنی: 元寇防塁, Genko Borui) به دیواری دفاعی سنگی‌ای گفته می‌شود که در دوره کاماکورا در شمال کیوشو و در خلیج هاکاتا ساخته شد. این دیوار در جهت بالا بردن قدرت دفاعی در برابر حمله مغول به ژاپن ساخته شد. این دیوار در جنگ کوآن بسیار مثمر ثمر واقع شد و قوای مغولی و گوریئو به هیچوجه امکان پیاده شدن و پیشروی را در ساحل هاکاتا پیدا نکردند.

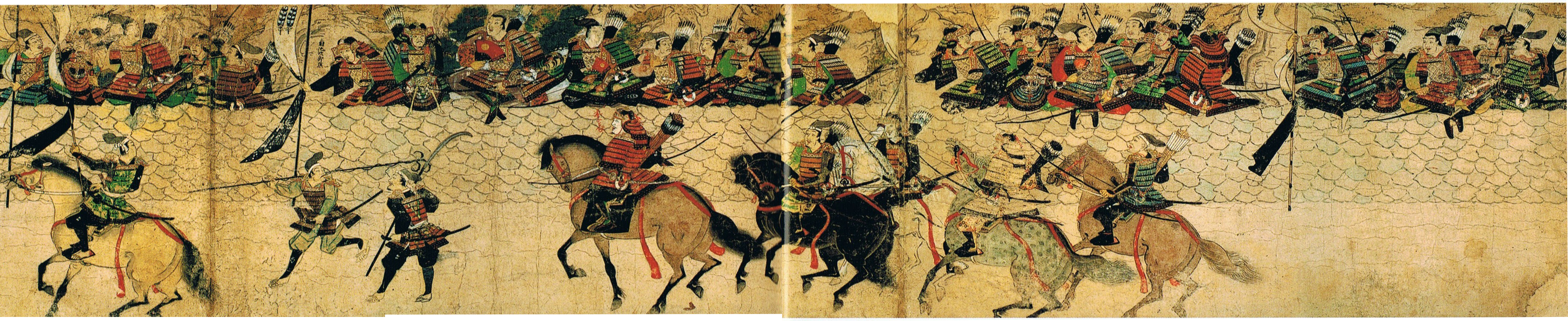
تصویری از گنکو بوروی یا دیوار دفاعی در سواحل خلیج هاکاتا، این دیوار مابین دو حمله ساخته شد. نقاشی دوازدهم از طومار دوم موکو شورای اکوتوبا

## نگارخانه

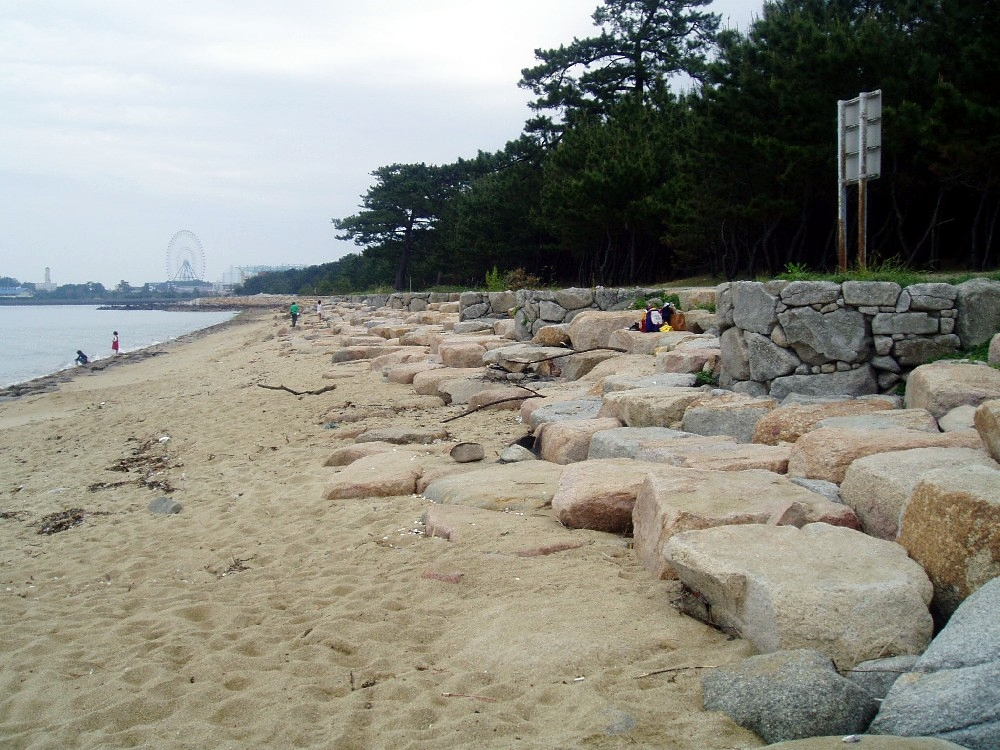
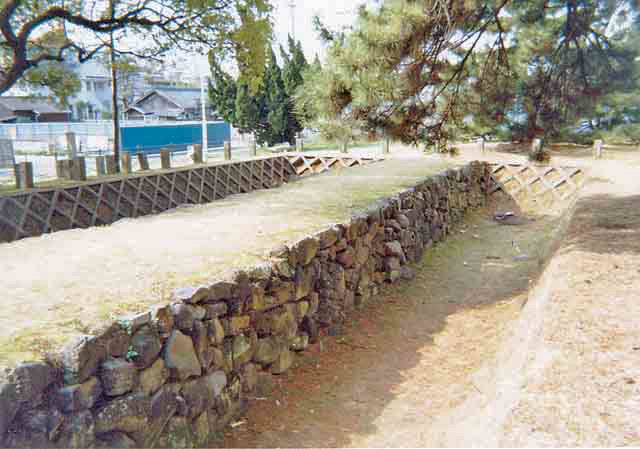
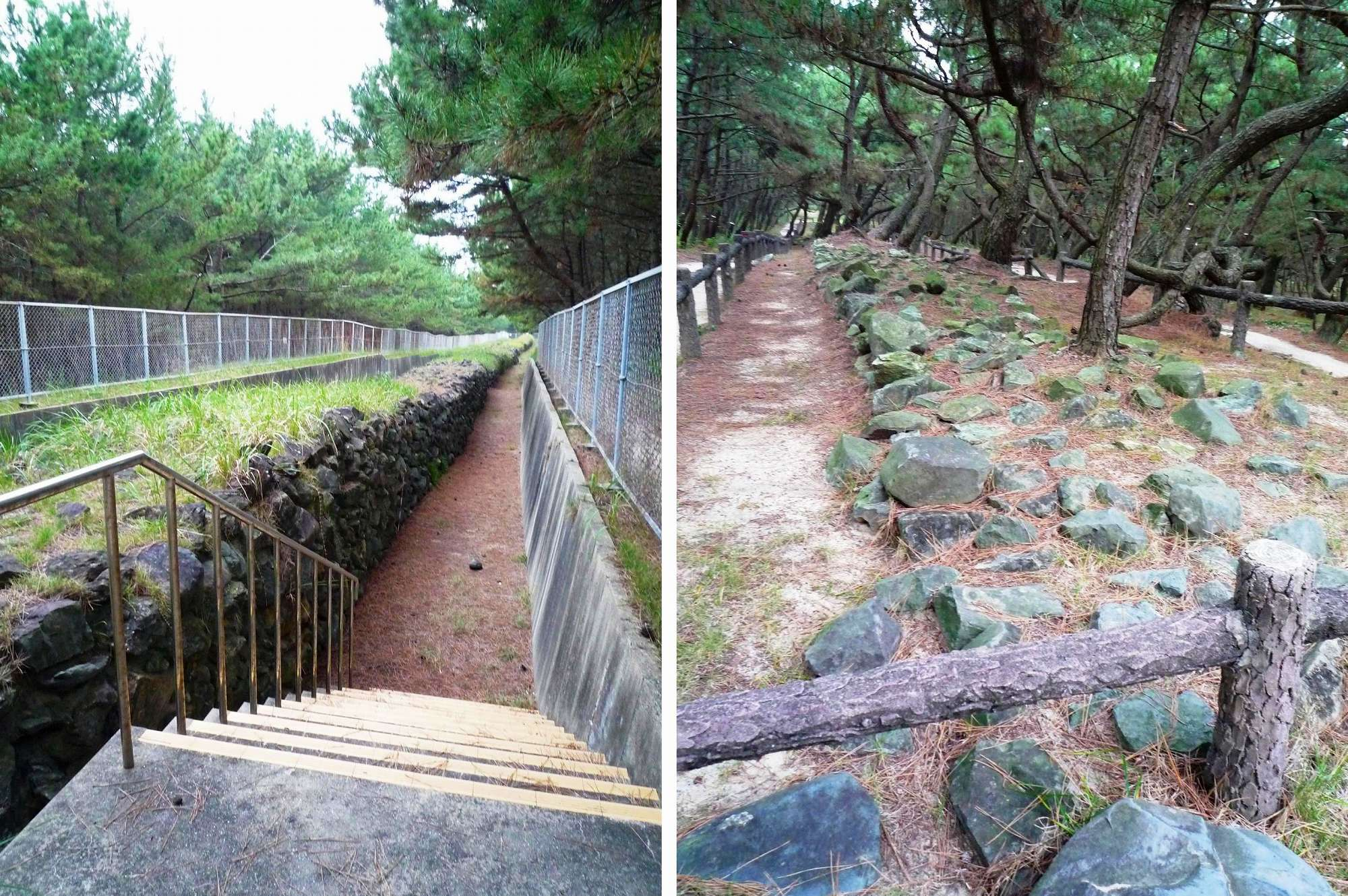